# Rue Pétel
La rue Pétel est une rue du 15e arrondissement de Paris.

## Situation et accès

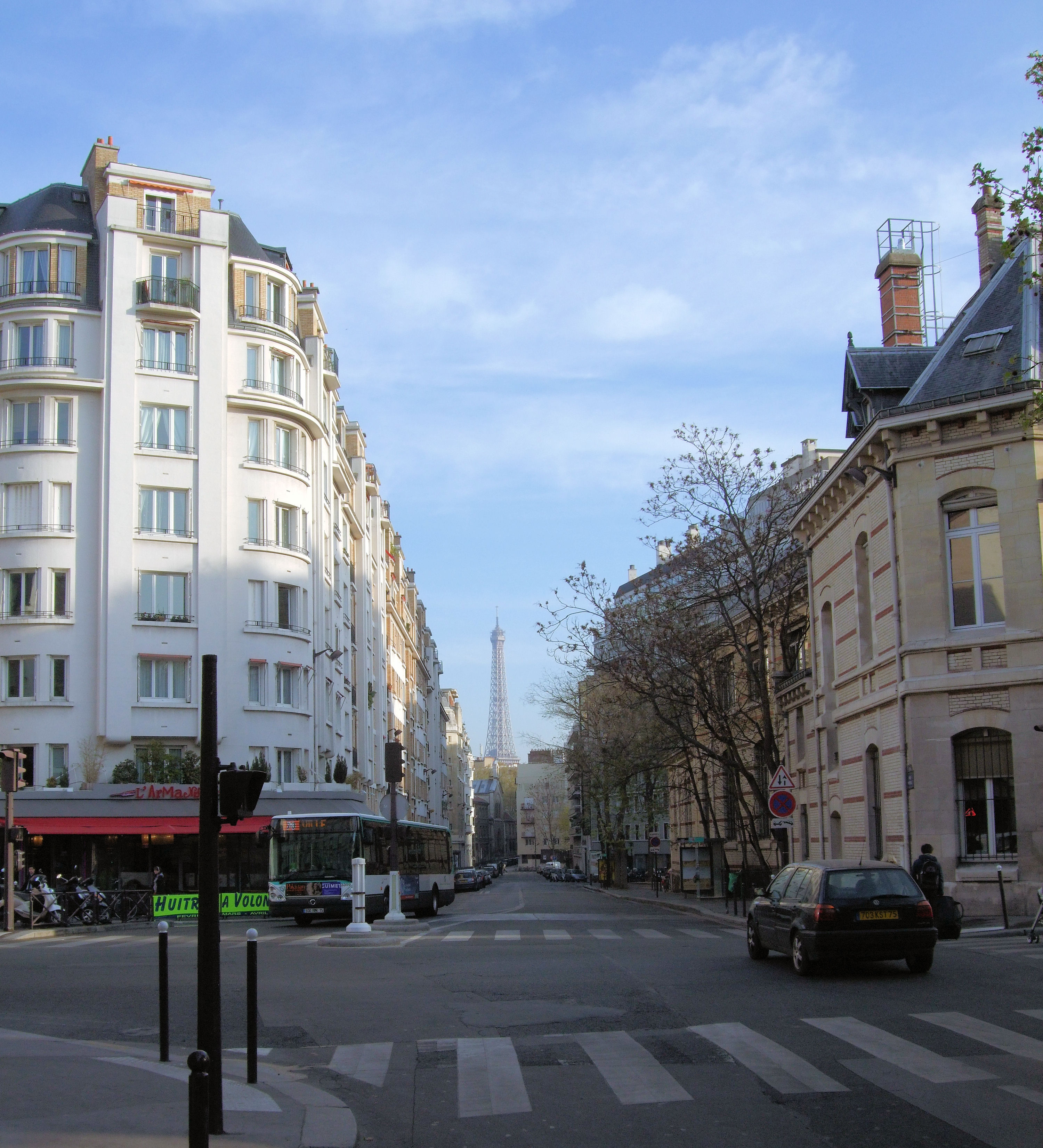
Vue de la rue Pétel depuis le carrefour avec la rue Lecourbe.

La rue Pétel dessert la rue Mademoiselle ainsi que la rue Lecourbe. On y trouve le cinéma de quartier Saint-Lambert, ainsi que la bibliothèque Vaugirard, à l'intersection de la rue Lecourbe.

## Origine du nom
La rue est nommée d'après le nom du propriétaire des terrains sur lesquels la voie a été ouverte, monsieur Pétel ou Petel.

## Historique
Cette voie de l'ancienne commune de Vaugirard faisait partie de la rue Péclet qui a été rattachée à la voirie de Paris en 1863.
La rue Pétel est détachée de la rue Péclet et prend sa dénomination actuelle le 10 novembre 1873.

## Bâtiments remarquables et lieux de mémoire
- No 2 : dans cet immeuble se trouvait le domicile parisien du député tarnais et résistant mort en déportation, Augustin Malroux (1900-1945). Il y organisa diverses réunions clandestines pendant l'Occupation. Une plaque en son souvenir a été apposée en avril 1946[1].

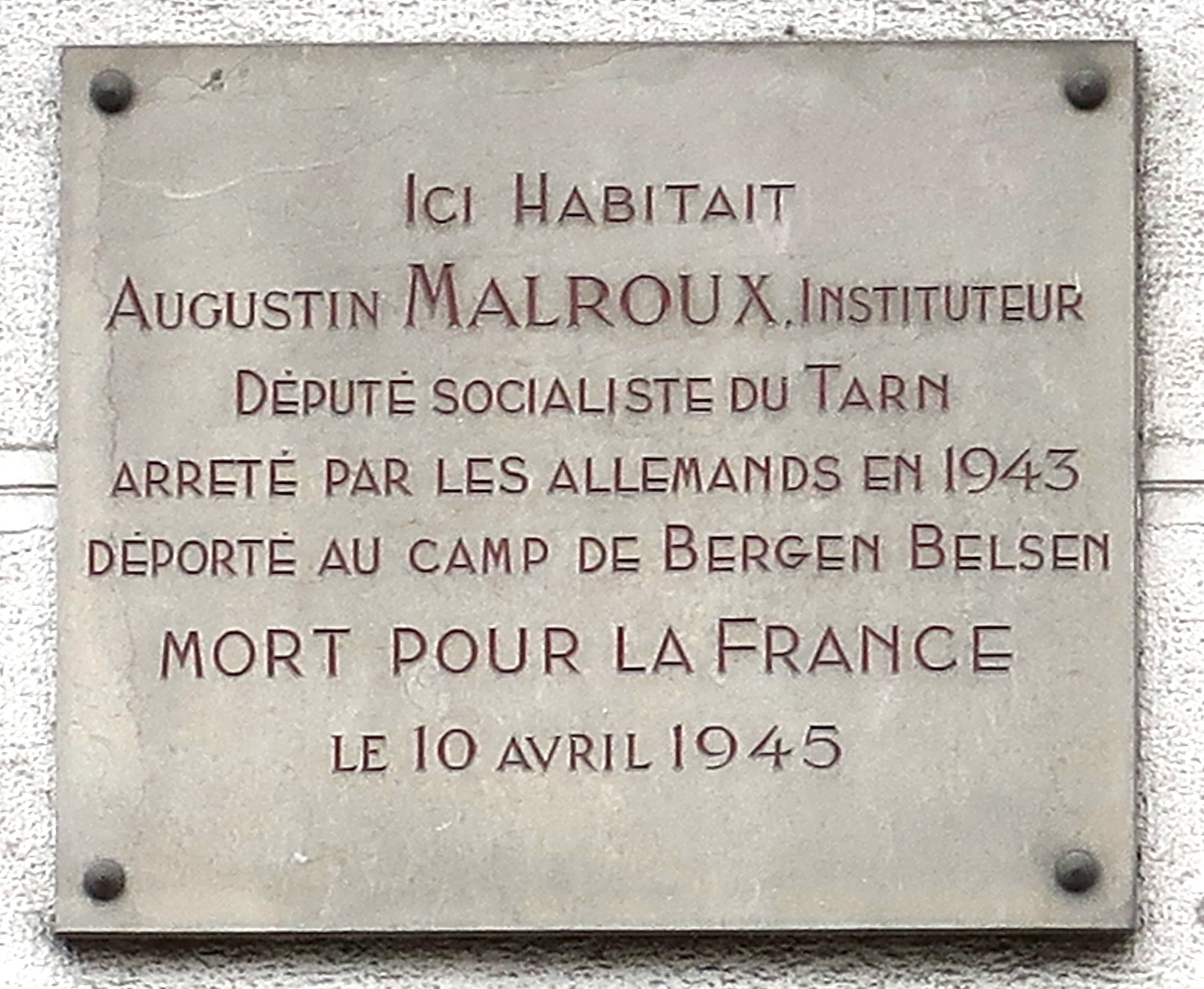
Plaque au no 2.